# بوب بينغهام
بوب بينغهام (بالإنجليزية: Bob Bingham)‏ هو مغني وممثل أمريكي، ولد في 29 أكتوبر 1946 في الولايات المتحدة.

## وصلات خارجية
- بوب بينغهام على موقع IMDb (الإنجليزية)
- بوب بينغهام على موقع تيرنر كلاسيك موفيز (الإنجليزية)
- بوب بينغهام على موقع أول موفي (الإنجليزية)
- بوب بينغهام على موقع قاعدة بيانات برودواي على الإنترنت (الإنجليزية)
- بوب بينغهام على موقع قاعدة بيانات الفيلم (الإنجليزية)